# The Rising (David Hodges)
The Rising è un EP di David Hodges, distribuito digitalmente su iTunes e Amazon.com l'11 agosto 2009.

## L'album
Pubblicato a sei anni di distanza dall'ultimo lavoro, rappresenta un radicale cambio di stile, dal pop al rock alternativo. 
 L'album vede la partecipazione di Steve Miller alla chitarra e di John Campbell agli archi (con cui Hodges poco dopo fonderà, rispettivamente, gli Arrows to Athens e gli AVOX), oltre che di Will "Science" Hunt e Steven McMorran, membri della sua band, i The Age of Information.
L'album contiene quattro tracce, e a differenza dei precedenti lavori non vi è alcun riferimento al cristianesimo. 
 Vennero registrate dieci tracce in previsione della pubblicazione come full-length, ma sei di queste vennero scartate poco prima della pubblicazione, così The Rising divenne un EP. 
 Dall'album venne successivamente estratto il singolo Hard to Believe.

## Lista tracce
Testi e musiche di David Hodges.
1. The Rising – 2:29
2. When It All Goes Away – 3:24
3. Hard to Believe – 3:51
4. Another Red Light – 3:15

### Outtakes
1. Daylight – 3:35
2. 3 Words – 3:42
3. Love's Been Good to Me – 3:39
4. Reason for Love – 3:13
5. It's Too Late
6. How It Ends

## Formazione
- David Hodges – voce, cori, pianoforte
- Steve Miller – chitarre
- Chad Copelin – organo
- John Campbell – archi, programmazione
- Steven McMorran – basso
- Will "Science" Hunt – batteria, programmazione